# Kilian Ignace Dientzenhofer
 (mai 2024).
Si vous disposez d'ouvrages ou d'articles de référence ou si vous connaissez des sites web de qualité traitant du thème abordé ici, merci de compléter l'article en donnant les références utiles à sa vérifiabilité et en les liant à la section « Notes et références ».
Kilian Ignace Dientzenhofer, né le 1er septembre 1689 à Prague, où il est mort le 12 décembre 1751, est un architecte autrichien du royaume de Bohême, représentant du baroque tardif. Il est le cinquième fils de l'architecte Christophe Dientzenhofer.
Il étudie au collège jésuite de la vieille ville de Prague, à la suite de quoi il étudie à la faculté de philosophie et de mathématique de l'Université Charles. Il commence son apprentissage avec son père et part le poursuivre à Vienne aux environs de 1707 où il rencontre l'architecte Johann Lukas von Hildebrandt.
Il est influencé dans sa création par Francesco Borromini et coopère sur le tard avec son gendre Anselmo Martino Lurago.
Il travaille essentiellement pour l'Église et la noblesse du Royaume de Bohême.

## Œuvres

### À Prague
- Convent et prélature du monastère de Břevnov (circa 1717)
- Villa Amerika à Prague (1717–20), elle abrite le musée Antonín Dvořák après avoir été une résidence estivale
- Église Saint-Jean Népomucène et cloître attenant dans le quartier du Hradčany (1720–28)
- Construction de la façade principale de l'église de Notre-Dame-de-Lorette à Prague (1723)
- Extension de la source Vojtěška au monastère de Břevnov (1724–26)
- Chapelle des Miroirs du Clementinum (1724) voir photo
- Maison Au cerf d'or (U Zlatého jelena) au 26 de la rue Tomášska (1725–26)
- Reconstruction dans le goût baroque de l'église Saint-Thomas de Mala Strana (1725-31)
- Église Notre Dame de l'hôpital Sainte-Élisabeth Na Slupi (1725)
- Église de Saint-Jean-Népomucène-sur-le-Rocher, rue Vyšehradska (1730–39)
- Cathédrale Saints-Cyrille-et-Méthode, rue Resslova (1730-39)
- Église Saint-Barthélémy (sv. Bartoloměj) dans la rue éponyme de la Vieille-ville (finie 1731)
- Hôpital des Invalides (Invalidovna) dans le quartier de Karlín (1731–37) en collaboration avec Johann Bernhard Fischer von Erlach. Les Invalides représentent son œuvre non-religieuse la plus étendue.
- Église Saint-Nicolas-de-la-Vieille-Ville (Monastère bénédictin et l'église attenante: 1732-1735) voir illustration ci-contre. Dientzenhofer apporte une solution totalement baroque en positionnant la façade principale sur le côté longitudinal de l'église qui donne sur la place de la Vieille-ville (alors que l'usage voulait qu'elle soit placée sur le petit côté, à l'opposé du chœur). Cette solution architecturale donne l'impression que l'église est beaucoup plus grande qu'elle ne l'est en réalité.
- Saint-Nicolas de Malá Strana (1737–51), Kilian Ignace termine ce chantier entrepris par son père et se charge en particulier du presbytère et de la coupole. Cette commande passée par les Jésuites est l'une des plus importantes construction religieuse de la Contre-Réforme à Prague.
- Villa Portheimka dans le quartier de Smíchov (1725) qu'il construisit pour sa famille
- Palais Piccolomini (renommé par la suite Palais Sylva-Taroucca) au 10 de la rue Na Příkopě (1743–51). C'est l'une de ses dernières réalisations et le seul palais qu'il planifia et édifia.

### En dehors de Prague
- Château de Ploschkowitz, selon les indications d'Octavio Broggio (1720-1725)
- Église de la Nativité-de-la-Vierge à Plánice na Klatovsku (1721)
- Construction de l'église Sainte-Hedwige et du monastère bénédictin de Wahlstatt en Silésie - (Legnickie Pole,Pologne; 1727–31)
- Église de Tous-les-Saints à Heřmánkovice (1722–26) sur un plan octogonal
- Église Sainte-Anne à Vižňov (1725–27)
- Église à Otovice (1725–26)
- Église Sainte-Marguerite à Šonov (1726–30)
- Chapelle Notre-Dame à Hvězdě u Křinic (1732–33)
- Église Sainte-Marie-Madeleine à Božanov (1733–38)
- Église Saint-Procope à Bezděkov nad Metují (1724–27)
- Église Saint-Adalbert à Počaplech (circa 1726)
- Église Sainte-Marie-Madeleine à Carlsbad, aujourd'hui Karlovy Vary (1729–1730)
- Église Saint-Venceslas et monastère bénédictin à Broumov (1726–33)
- Finition de l'édification du monastère à Kladruby, après le décès de l'architecte Jan Blažej Santini-Aichel (circa 1732)
- Église Saint-Jean-Népomucène à Nepomuk (1734–38)
- Couvent des Ursulines à Kutná Hora (1735)
- Construction du diaconat et plan de l'église de l'Ascension Přeštice (circa 1745)
- Église Saint François-Xavier à Opařany (1732–35)
- Église Saint-Clément à Odolena Voda (1733–35)
- Église Saints-Pierre-et-Paul à Březně (circa 1737)
- Église et couvent à Dolní Ročova (1746–50)
- Château de Bustehrad (1747-1753), avec l'architecte Anselmo Lurago ;
- Église Saint-Jean-Baptiste à Paštiky u Blatné (1748–49)

## Galerie

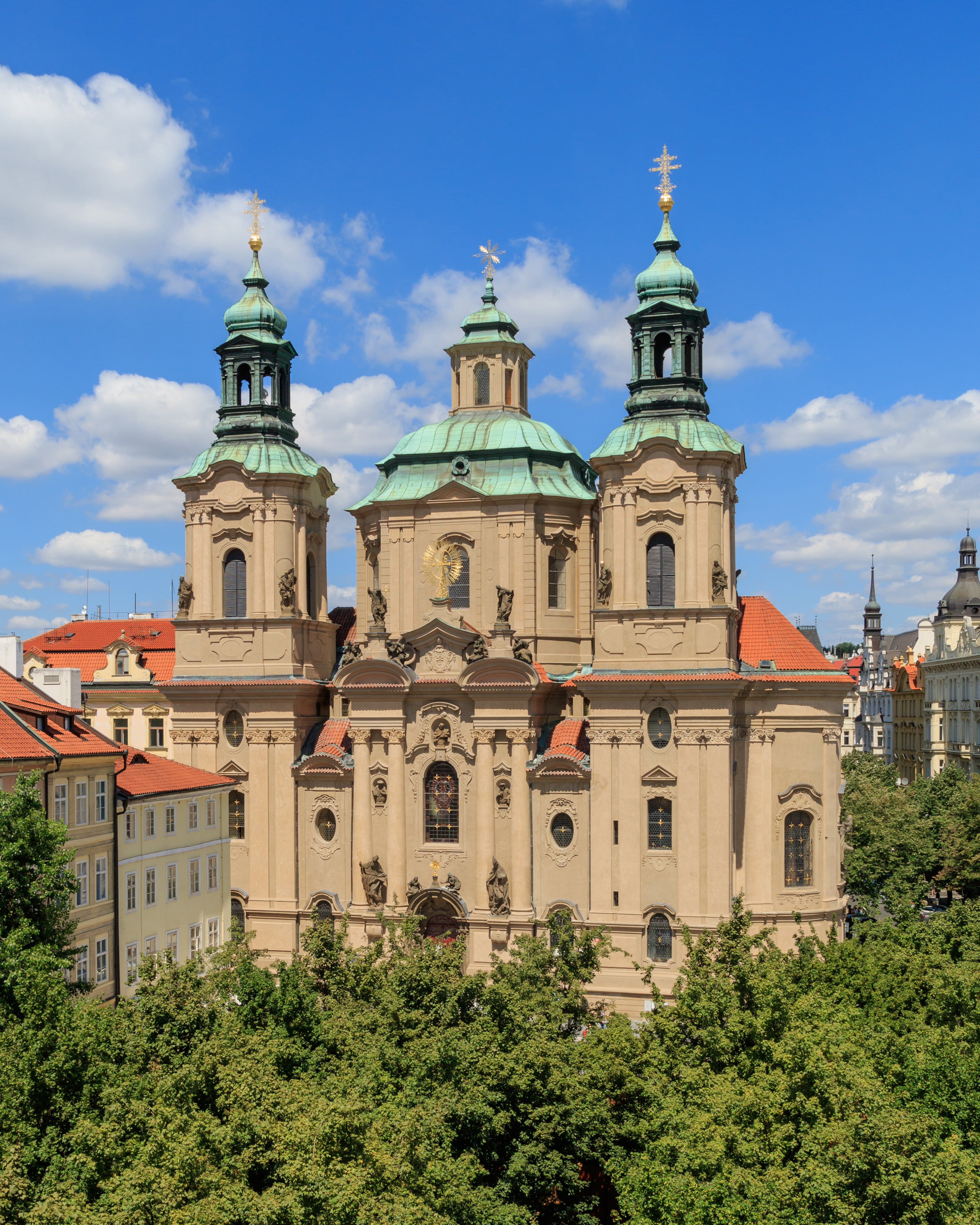
Église Saint-Nicolas de la Vieille-Ville à Prague
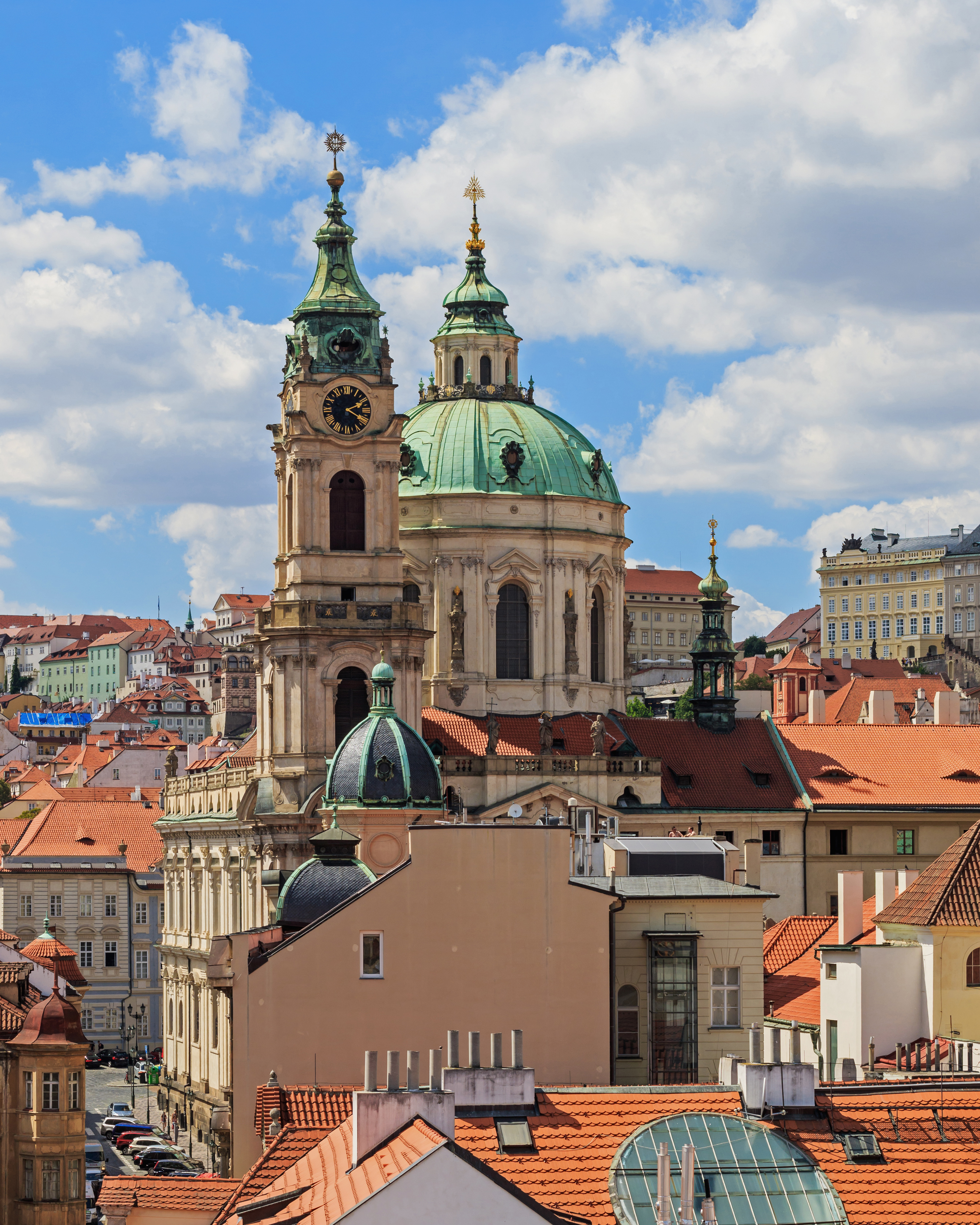
Église Saint-Nicolas de Malá Strana
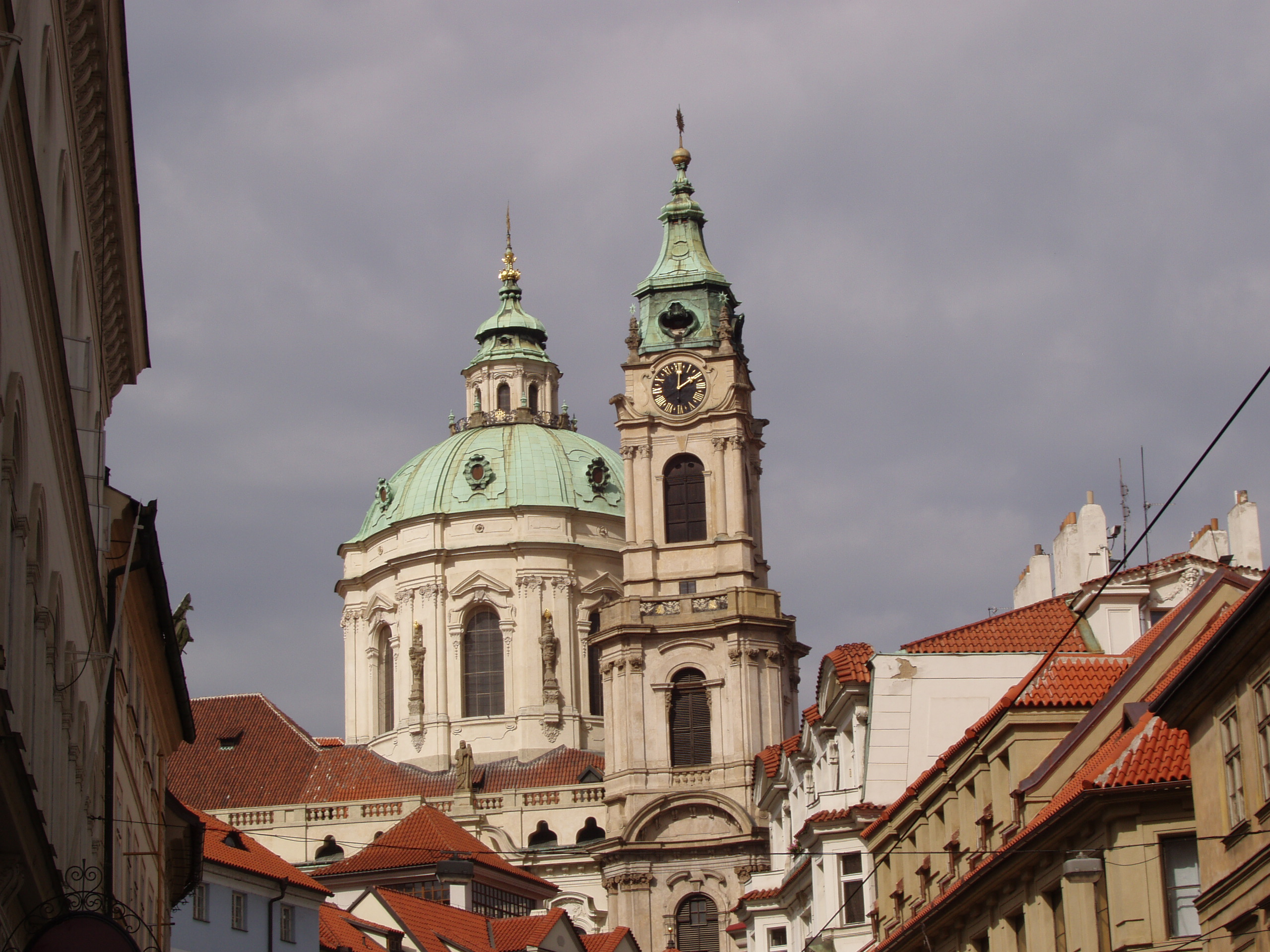
Coupole de l'église Saint-Nicolas de Mala Strana
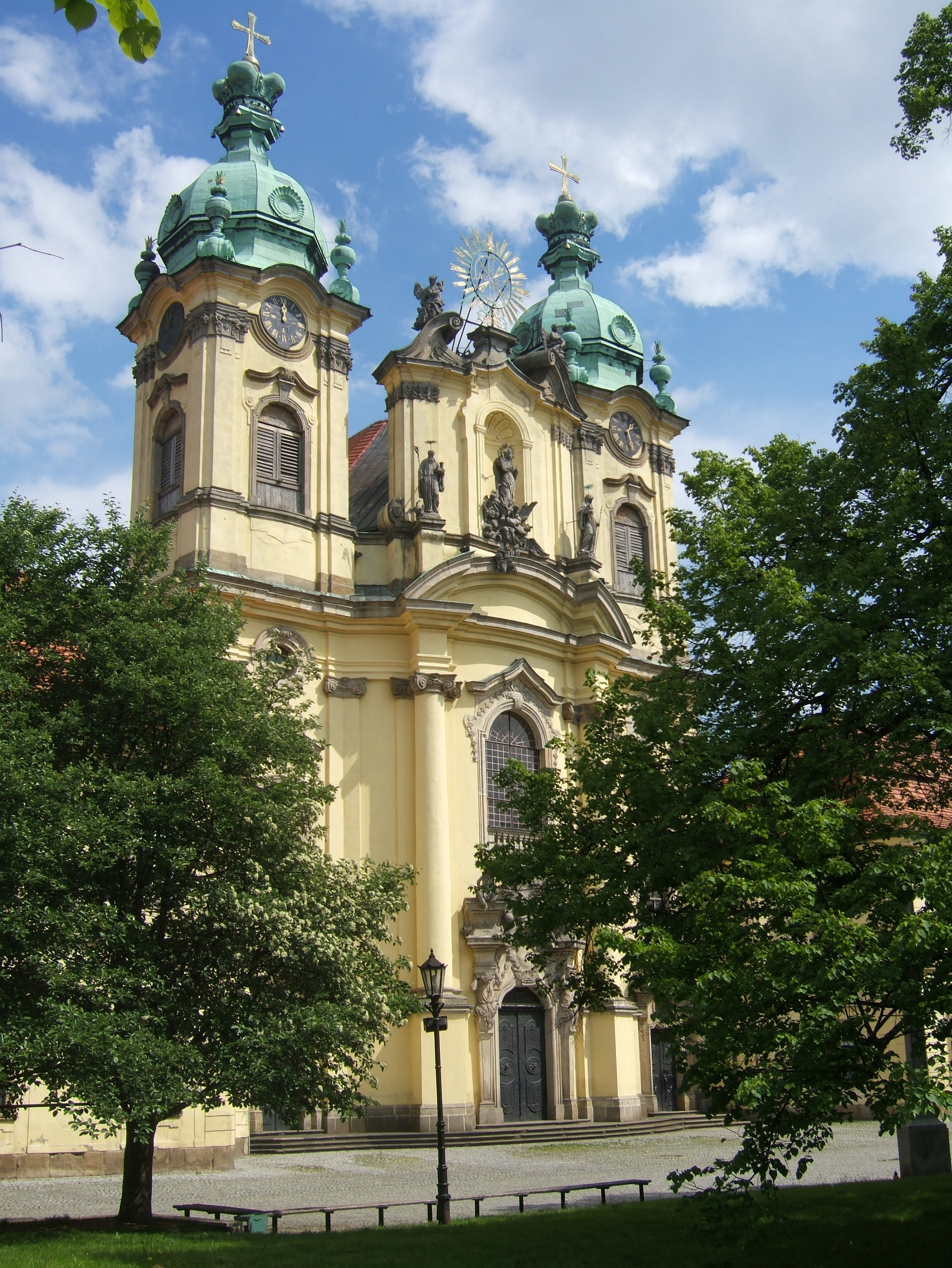
Église Sainte-Edvige à Wahlstatt
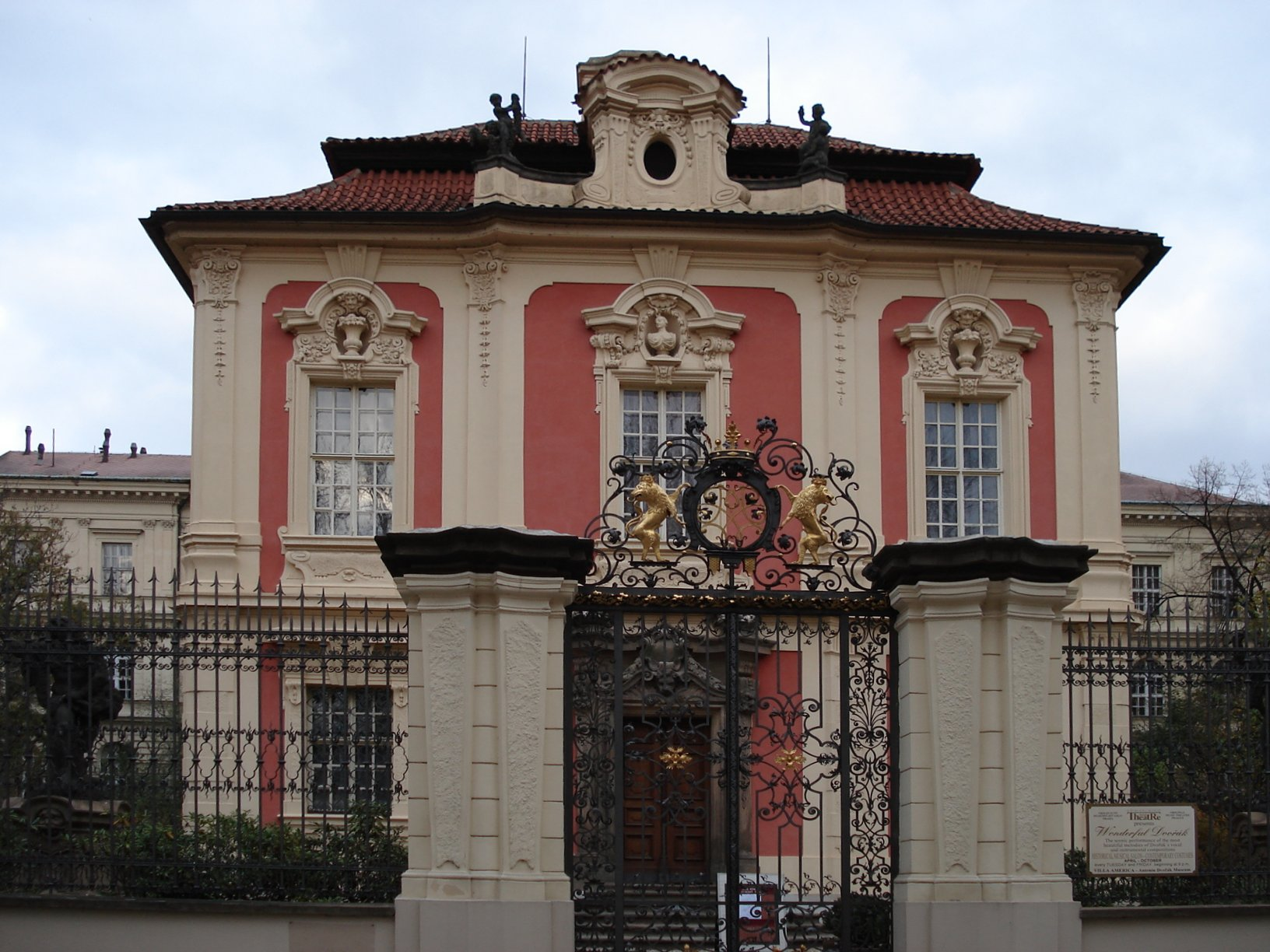
Villa Amerika
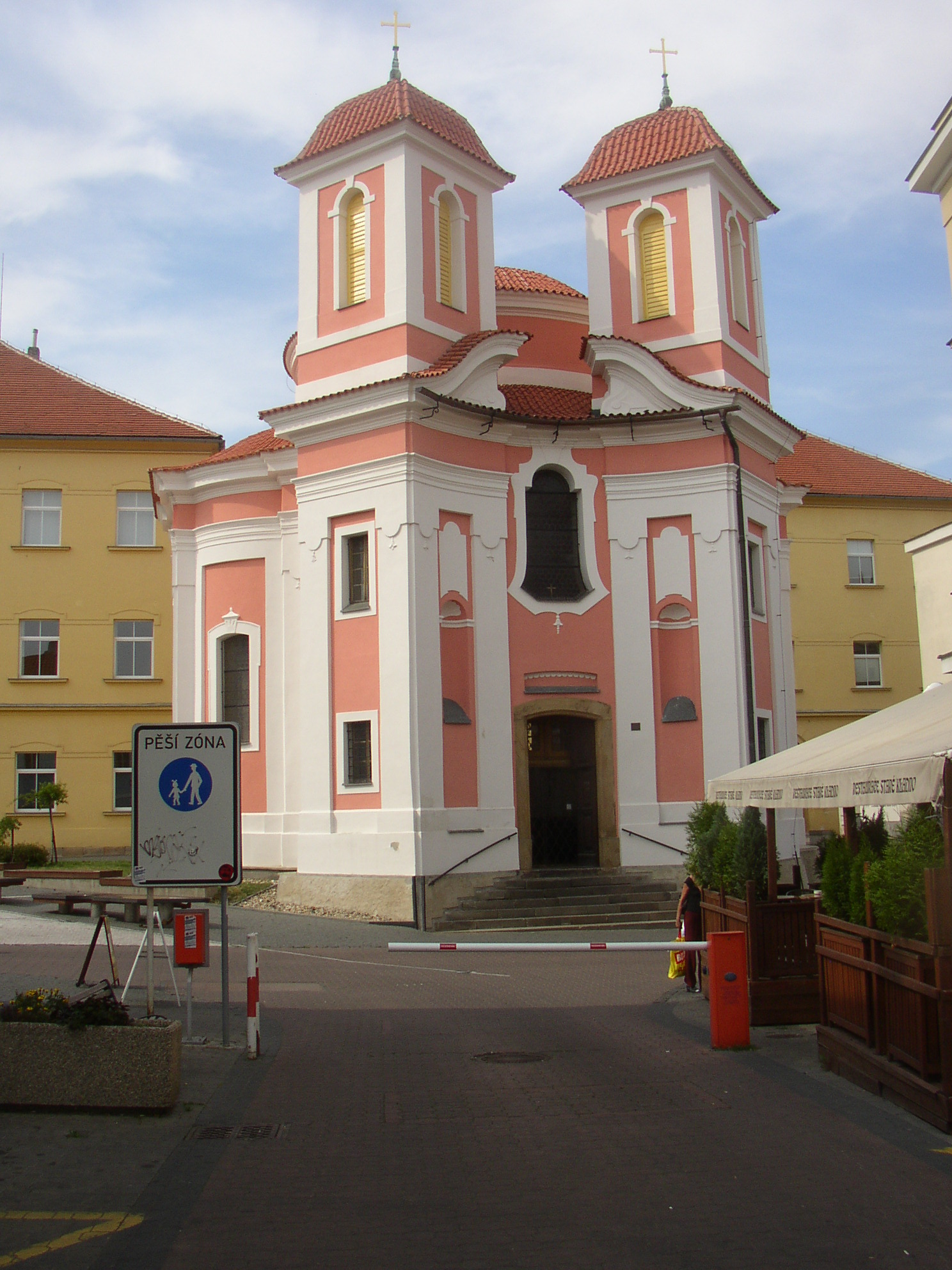
Chapelle Saint-Florian de Kladně
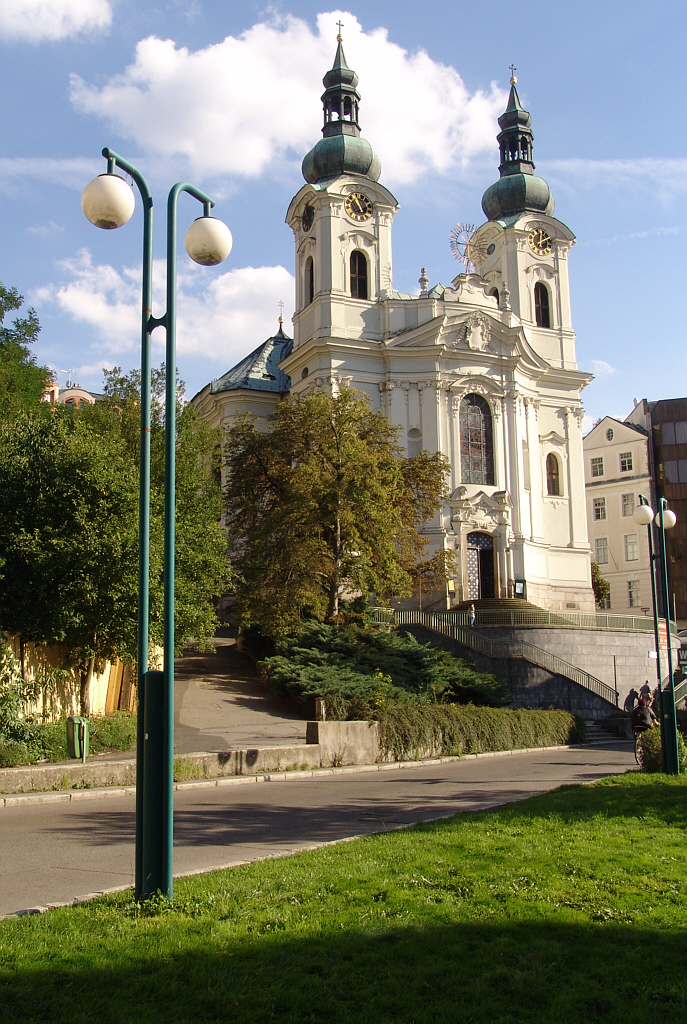
Église Sainte-Marie-Madeleine de Karlových Varech
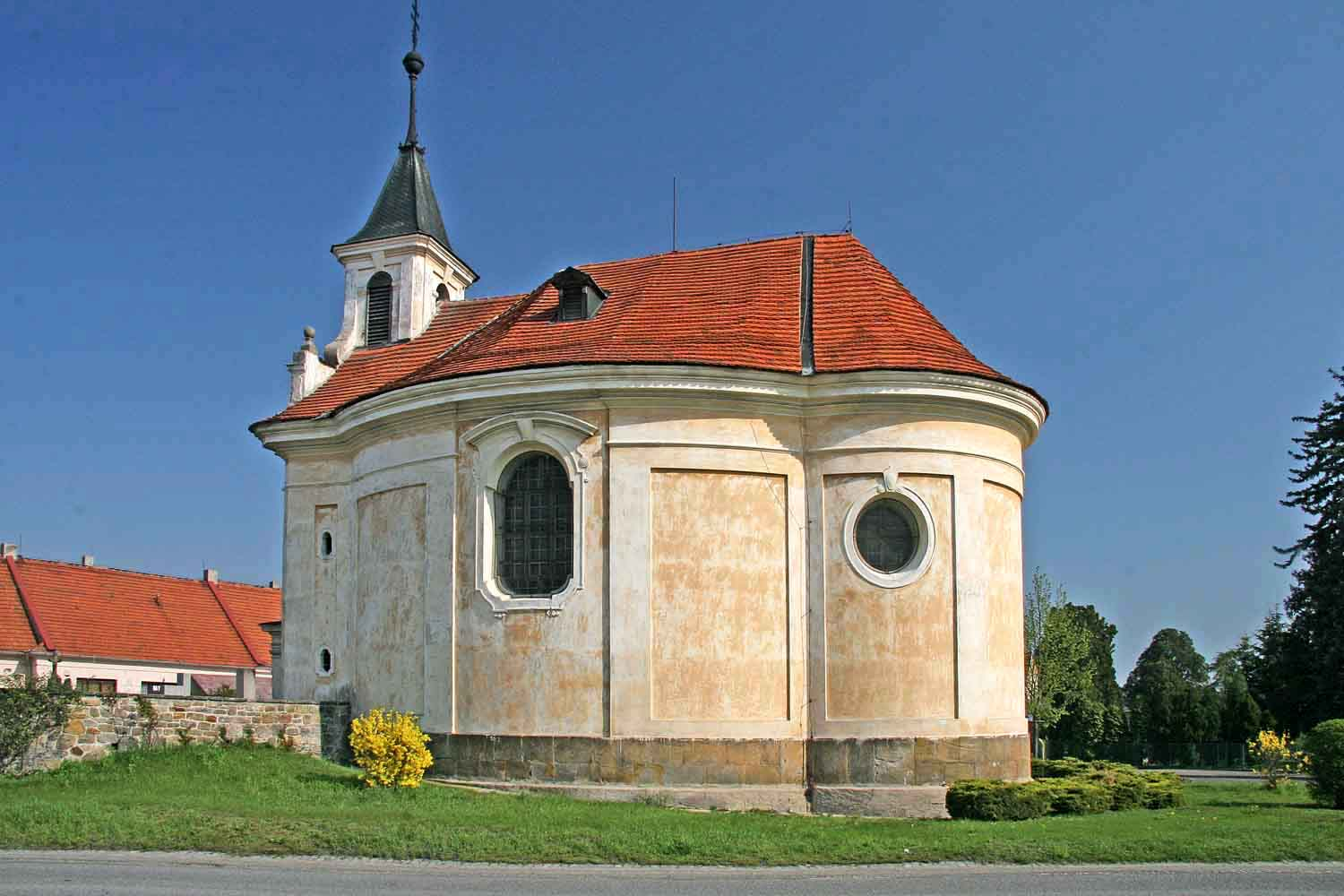
Église Saint-Pierre ad Vincula de Velenka